# 8a etapa del Tour de França de 2014

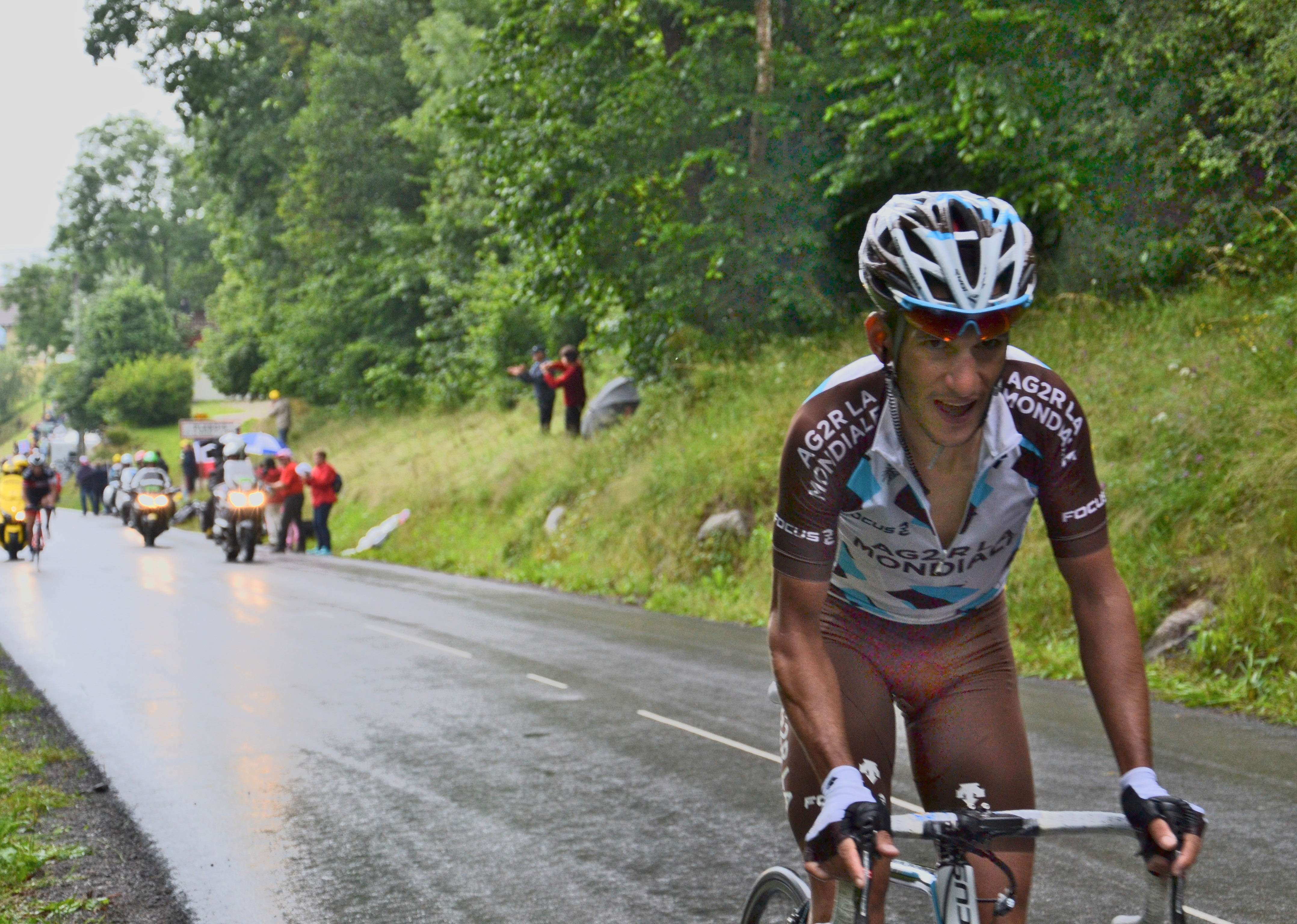
Blel Kadri, guanyador de l'etapa, deixa enrere a Sylvain Chavanel a la Croix des Moinats.

La 8a etapa del Tour de França de 2014 es disputà el dissabte 12 de juliol de 2014 sobre un recorregut de 161 km entre les ciutats franceses de Tomblaine i Gérardmer-La Mauselaine.
La victòria d'etapa fou pel francès Blel Kadri (AG2R La Mondiale) que es presentà en solitari a l'arribada de Gérardmer-La Mauselaine després de rodar escapat, primer en companyia d'un quintet i a partir del primer port del dia en solitari, amb poc més de dos minuts d'avantatge sobre Alberto Contador (Team Tinkoff-Saxo), que va començar a ensenyar les dents en la darrera de les ascensions i que li va servir per treure uns pocs segons al líder Vincenzo Nibali (Astana Qazaqstan Team), tercer classificat de l'etapa.

## Recorregut
Primera etapa del Tour amb final en alt a través dels departaments de Meurthe i Mosel·la i els Vosges. L'etapa es pot dividir en dues parts ben diferenciades: els primers 130 quilòmetres totalment plans en una aproximació constant a la serralada dels Vosges, i els darrers 30 en què els ciclistes han d'encadenar el pas per tres ports puntuables, dos de segona i l'arribada a Gérardmer-La Mauselaine, de tercera, una curta però dura ascensió amb un desnivell mitjà superior al 10%. L'únic esprint del dia es troba a Dinozé (km 100).

## Desenvolupament de l'etapa
L'etapa sortí a un ritme endimoniat a la recerca de l'escapada del dia i no fou fins al quilòmetre 42 quan aquesta acabà formant-se, amb Sylvain Chavanel (IAM Cycling), Niki Terpstra (Omega Pharma-Quick Step), Simon Yates (Orica-GreenEDGE), Blel Kadri (AG2R La Mondiale) i Adrien Petit (Cofidis), com a ciclistes escapats. A poc a poc augmentaren les diferències fins a superar els 11 minuts al quilòmetre 110 d'etapa, davant la tranquil·litat de l'Astana Qazaqstan Team en veure que no hi havia cap ciclista important en la general. Amb el pas dels quilòmetres els homes del Team Katusha i el Team Tinkoff-Saxo incrementaren el ritme del gran grup, i la diferència es reduí fins als 4' 50" en començar la primera de les ascensions del dia. En aquest punt, Chavanel atacà entre els escapats i sols fou seguit per Kadri, el qual a la vegada deixà enrere a Chavanel tres quilòmetres després per marxar en solitari cap a la victòria d'etapa, la qual aconseguí amb més de dos minuts sobre l'immediat perseguidor. Per darrere, el Team Tinkoff-Saxo imposà un ritme frenètic que provocà nombroses baixes al grup principal. En l'ascensió final Alberto Contador atacà i superà en tres segons a Vincenzo Nibali, en set a Richie Porte i en dinou a Alejandro Valverde, cosa que li valgué per pujar fins a la sisena posició de la general. A aquests petits canvis en la general cal afegir que Kadri passà a encapçalar la classificació de la muntanya i Michał Kwiatkowski (Omega Pharma-Quick Step) la dels joves.

## Resultats

### Classificació de l'etapa
|    | Ciclista                     | Equip                 | Temps      |
| -- | ---------------------------- | --------------------- | ---------- |
| 1  | Blel Kadri (FRA)             | AG2R La Mondiale      | 3h 49' 28" |
| 2  | Alberto Contador (ESP)       | Team Tinkoff-Saxo     | + 2' 17"   |
| 3  | Vincenzo Nibali (ITA)        | Astana Qazaqstan Team | + 2' 20"   |
| 4  | Richie Porte (AUS)           | Team Sky              | + 2' 24"   |
| 5  | Thibaut Pinot (FRA)          | FDJ                   | + 2' 28"   |
| 6  | Jean-Christophe Péraud (FRA) | AG2R La Mondiale      | + 2' 28"   |
| 7  | Alejandro Valverde (ESP)     | Movistar Team         | + 2' 36"   |
| 8  | Tejay van Garderen (USA)     | BMC Racing Team       | + 2' 40"   |
| 9  | Romain Bardet (FRA)          | AG2R La Mondiale      | + 2' 48"   |
| 10 | Sylvain Chavanel (FRA)       | IAM Cycling           | + 2' 54"   |

### Punts atribuïts
| 1r  | Niki Terpstra (NED)       | Omega Pharma-Quick Step | 20 pts |
| 2n  | Adrien Petit (FRA)        | Cofidis                 | 17 pts |
| 3r  | Sylvain Chavanel (FRA)    | IAM Cycling             | 15 pts |
| 4t  | Blel Kadri (FRA)          | AG2R La Mondiale        | 13 pts |
| 5è  | Simon Yates (GBR)         | Orica-GreenEDGE         | 11 pts |
| 6è  | Bryan Coquard (FRA)       | Team Europcar           | 10 pts |
| 7è  | Marcel Kittel (GER)       | Giant-Shimano           | 9 pts  |
| 8è  | Peter Sagan (SVK)         | Cannondale              | 8 pts  |
| 9è  | André Greipel (GER)       | Lotto-Belisol           | 7 pts  |
| 10è | Mark Renshaw (AUS)        | Omega Pharma-Quick Step | 6 pts  |
| 11è | Alessandro Petacchi (ITA) | Omega Pharma-Quick Step | 5 pts  |
| 12è | Yohann Gène (FRA)         | Team Europcar           | 4 pts  |
| 13è | Elia Viviani (ITA)        | Cannondale              | 3 pts  |
| 14è | Fabio Sabatini (ITA)      | Cannondale              | 2 pts  |
| 15è | Andrí Hrivko (UKR)        | Astana Qazaqstan Team   | 1 pt   |

| 1r  | Blel Kadri (FRA)             | AG2R La Mondiale             | 30 pts |
| 2n  | Alberto Contador (ESP)       | Team Tinkoff-Saxo            | 25 pts |
| 3r  | Vincenzo Nibali (ITA)        | Astana Qazaqstan Team        | 22 pts |
| 4t  | Richie Porte (AUS)           | Team Sky                     | 19 pts |
| 5è  | Thibaut Pinot (FRA)          | FDJ                          | 17 pts |
| 6è  | Jean-Christophe Péraud (FRA) | AG2R La Mondiale             | 15 pts |
| 7è  | Alejandro Valverde (ESP)     | Movistar Team                | 13 pts |
| 8è  | Tejay van Garderen (USA)     | BMC Racing Team              | 11 pts |
| 9è  | Romain Bardet (FRA)          | AG2R La Mondiale             | 9 pts  |
| 10è | Sylvain Chavanel (FRA)       | IAM Cycling                  | 7 pts  |
| 11è | Bauke Mollema (NED)          | Belkin Pro Cycling Team      | 6 pts  |
| 12è | Rui Costa (POR)              | Lampre-Merida                | 5 pts  |
| 13è | Mikel Nieve (ESP)            | Team Sky                     | 4 pts  |
| 14è | Niki Terpstra (NED)          | Omega Pharma-Quick Step      | 3 pts  |
| 15è | Brice Feillu (FRA)           | Bretagne-Séché Environnement | 2 pts  |

### Colls i cotes
| 1r | Blel Kadri (FRA)       | AG2R La Mondiale        | 5 pts |
| 2n | Sylvain Chavanel (FRA) | IAM Cycling             | 3 pts |
| 3r | Simon Yates (GBR)      | Orica-GreenEDGE         | 2 pts |
| 4t | Niki Terpstra (NED)    | Omega Pharma-Quick Step | 1 pt  |

| 1r | Blel Kadri (FRA)       | AG2R La Mondiale        | 5 pts |
| 2n | Sylvain Chavanel (FRA) | IAM Cycling             | 3 pts |
| 3r | Simon Yates (GBR)      | Orica-GreenEDGE         | 2 pts |
| 4t | Niki Terpstra (NED)    | Omega Pharma-Quick Step | 1 pt  |

- 3. Cota de La Mauselaine. 859m. 3a categoria (km 161) (1,8 km al 10,3%)

| 1r | Blel Kadri (FRA)       | AG2R La Mondiale  | 2 pts |
| 2n | Alberto Contador (ESP) | Team Tinkoff-Saxo | 1 pt  |

## Classificacions a la fi de l'etapa

### Classificació general
|    | Ciclista                    | Equip                   | Temps       |
| -- | --------------------------- | ----------------------- | ----------- |
| 1  | Vincenzo Nibali (ITA)       | Astana Qazaqstan Team   | 33h 48' 52" |
| 2  | Jakob Fuglsang (DEN)        | Astana Qazaqstan Team   | + 1' 44"    |
| 3  | Richie Porte (AUS)          | Team Sky                | + 1' 58"    |
| 4  | Michał Kwiatkowski (POL)    | Omega Pharma-Quick Step | + 2' 26"    |
| 5  | Alejandro Valverde (ESP)    | Movistar Team           | + 2' 27"    |
| 6  | Alberto Contador (ESP)      | Team Tinkoff-Saxo       | + 2' 34"    |
| 7  | Romain Bardet (FRA)         | AG2R La Mondiale        | + 2' 39"    |
| 8  | Rui Costa (POR)             | Lampre-Merida           | + 2' 52"    |
| 9  | Bauke Mollema (NED)         | Belkin Pro Cycling Team | + 3' 02"    |
| 10 | Jurgen Van Den Broeck (BEL) | Lotto-Belisol           | + 3' 02"    |

### Classificació per punts
|    | Ciclista            | Equip         | Punts   |
| -- | ------------------- | ------------- | ------- |
| 1r | Peter Sagan (SVK)   | Cannondale    | 267 pts |
| 2n | Bryan Coquard (FRA) | Team Europcar | 156 pts |
| 3r | Marcel Kittel (GER) | Giant-Shimano | 146 pts |

### Classificació de la muntanya
|    | Ciclista               | Equip            | Punts  |
| -- | ---------------------- | ---------------- | ------ |
| 1r | Blel Kadri (FRA)       | AG2R La Mondiale | 17 pts |
| 2n | Cyril Lemoine (FRA)    | Cofidis          | 6 pts  |
| 3r | Sylvain Chavanel (FRA) | IAM Cycling      | 6 pts  |

### Classificació del millor jove
|    | Ciclista                 | Equip                   | Temps       |
| -- | ------------------------ | ----------------------- | ----------- |
| 1r | Michał Kwiatkowski (POL) | Omega Pharma-Quick Step | 33h 51' 18" |
| 2n | Romain Bardet (FRA)      | AG2R La Mondiale        | + 13"       |
| 3r | Thibaut Pinot (FRA)      | FDJ                     | + 1' 06"    |

### Classificació per equips
|    | Equip                   | Temps        |
| -- | ----------------------- | ------------ |
| 1r | Astana Qazaqstan Team   | 101h 30' 53" |
| 2n | Belkin Pro Cycling Team | + 5' 23"     |
| 3r | Team Sky                | + 5' 31"     |

## Abandonaments
- Mathias Frank (SUI) (IAM Cycling). Abandona.
- Bart De Clercq (BEL) (Lotto-Belisol). Abandona.